# Anero
Anero es una localidad española del municipio de Ribamontán al Monte, perteneciente a la comunidad autónoma de Cantabria.

## Geografía
La localidad se encuentra a 55 m s. n. m. y a 3 kilómetros de la capital municipal, Hoz de Anero.

## Historia
Hacia mediados del siglo XIX, Anero, un lugar ya por entonces perteneciente al municipio de Ribamontán al Monte, tenía contabilizada una población de 560 habitantes. Aparece descrito en el segundo volumen del Diccionario geográfico-estadístico-histórico de España y sus posesiones de Ultramar de Pascual Madoz con las siguientes palabras:

ANERO: l. en la prov. y dióc. de Santander (2 leg.), part. jud. de Entrambasaguas (1/4), aud. terr. y c. g. de Búrgos (28), ayunt. de Ribamontan al Monte: sit. en una llanura, batido por los vientos S.N. y NE., y con clima sano, siendo las enfermedades que mas frecuentemente aquejan á sus naturales las fiebres catarrales, inflamatorias y pútridas: tiene 116 casas de mediana construccion, divididas en los barrios denominados la Pelilla, Gorenzo, Villanueva y Carrales; una escuela de primeras letras, á la que concurren 80 discipulos, y cuyo maestro está dotado con la cantidad de 500 rs.; cuatro ó cinco fuentes, de las cuales son dos de muy buenas aguas; una igl. parr. bajo la adv. de San Félix Mártir, servida por un cura párroco; y una ermita en el barrio de Villanueva, á la falda del monte Garzon, dedicada á Ntra. Sra. de la Concepcion: confina su térm. por N. y E. con el valle de Hoz, por S. con Hoznayo, y por O. con Praves; encontrándose en él las cabañas tituladas de Garzon, y un monte que llaman de Rondillos con algun arbolado de roble. El terreno es de superior, mediana é infima calidad, sin mas aguas para su riego que las que le proporciona un arroyo denominado de Villanueva. Los caminos son peoniles y de carro para los pueblos limítrofes; y el correo se recibe de Santander por medio de balijero los lúnes y jueves, saliendo los mártes y viérnes. Prod. maiz, alubias, habas y vino chacolí; ganado vacuno, lanar y caballar, y caza de liebres y algunas perdices: la ind. se reduce á un molino de rueda para maiz, que solo muele en el invierno; y el comercio á un almacen de vino blanco de la Nava, surtido tambien de quincalla, azúcar, bacalao y algunos otros efectos de consumo. Pobl.: 110 vec., 560 alm., contr. con el ayuntamiento.
(Madoz, 1845, p. 308)

## Demografía
En 2024, la entidad singular de población de Anero tenía empadronados 680 habitantes, todos ellos en el núcleo de población de ese nombre.
La población está distribuida en diferentes barrios: Barrio de la Iglesia, Barrio Anero, Barrio Villanueva, Barrio de la Sota, Gorenzo, la Mata, La Pelía, Carrales, Marín, Pego, Sobardo y Garzón.

## Patrimonio

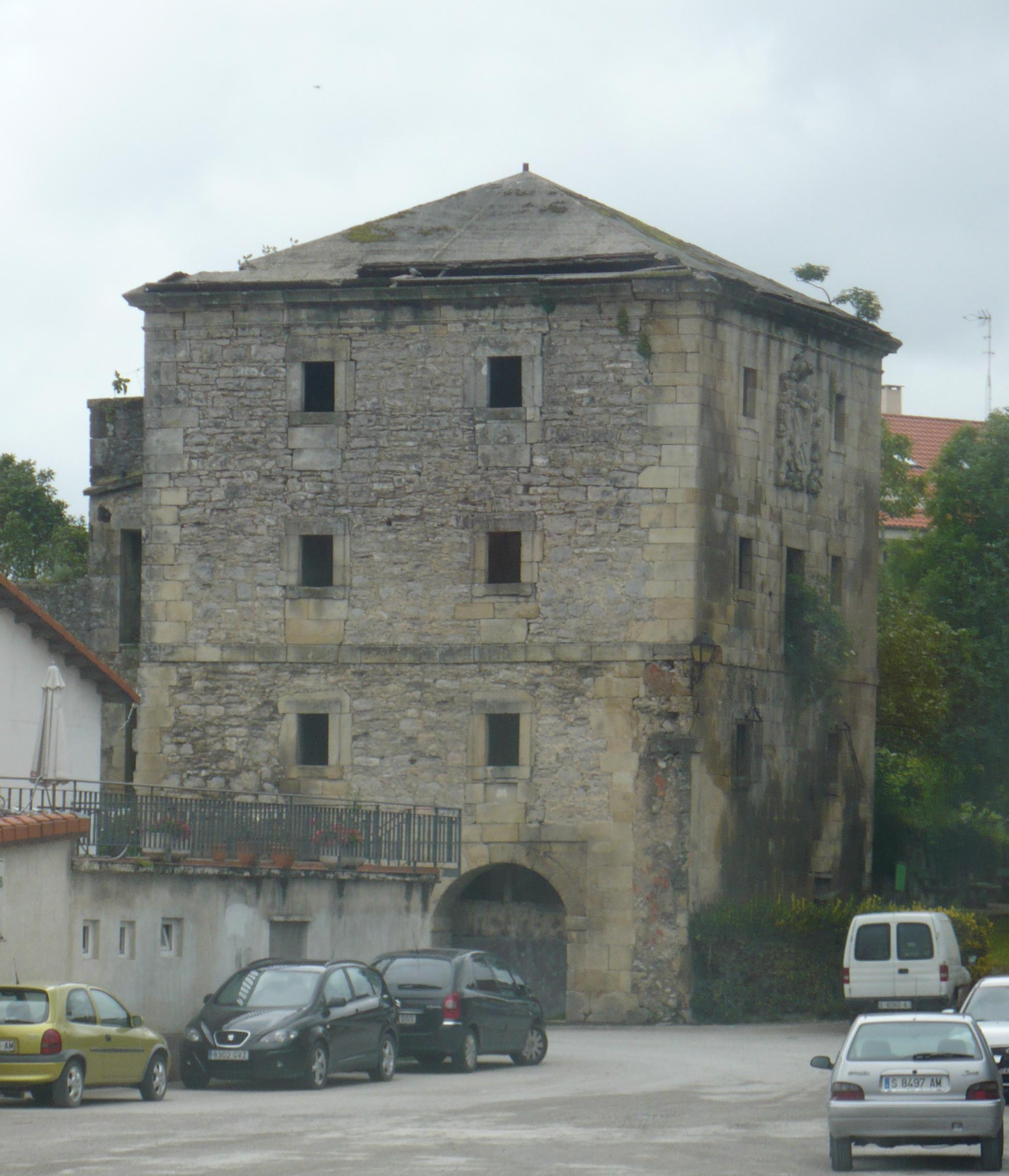
Torre de Rigada en Anero, del siglo

La iglesia parroquial de San Félix se comienza en el siglo XV y se termina en el XIX. Conserva retablos barrocos, de diferentes fases: contrarreformista, prechurrigueresca y churrigueresca. También destaca en su interior la Capilla de Santa Teresa del siglo XVII, encargada por Juan Bautista de la Rigada Sota. Respecto a la arquitectura civil, casonas como la del Barrio de Villanueva o Torre de Rigada, del siglo XVIII la de Cagigal en el Barrio de Lorenzo, y como ejemplo de arquitectura regionalismo el Palacio de Falla de 1920.

## Personas relevantes
De esta localidad era Francisco Javier de Villanueva y Sota, militar fallecido en 1815.